# Antonio Guzmán Merino
Antonio Guzmán Merino (Huelma, Jaén, 1898 – Madrid, 1967) fue un guionista y director de cine español.

## Biografía
Licenciado en Derecho por la Universidad de Granada. Fue editorialista para La Vanguardia Española y crítico cinematográfico para Popular Film y Cinegramas. Trabajó como guionista en los años 40 y 50 del siglo XX, con una exitosa colaboración con Antonio del Amo en varias películas destacando las protagonizadas por Joselito. 
Desarrolló también una carrera como poeta y autor teatral. La temática de sus guiones era generalmente costumbrista al gusto de la época y ambientada en Andalucía, entre cantaoras y toreros.

## Curiosidades
Presentó al director Antonio del Amo al niño prodigio Joselito. 
Fue guionista de la película El crucero Baleares de Enrique del Campo, que fue una de las pocas películas sobre la Guerra civil española censuradas al principio de la postguerra, ordenándose la destrucción de todas sus copias en 1948.

## Filmografía

### Guionista
- La Gitanilla (1940)
- El crucero Baleares (1941)
- Canelita en rama (1942)
- El pobre rico (1942)
- Macarena (1944)
- El centauro (1946)
- María de los Reyes (1947)
- Entre barracas (1949)
- María Antonia "La Caramba" (1950)
- Sobresaliente (1953)
- Bronce y luna (1953)
- Vértigo (1953)
- Fuego en la sangre (1953)
- El pescador de coplas (1954)
- Amor sobre ruedas (1954)
- El rey de la carretera (1954)
- Suspiros de Triana (1955)
- La chica del barrio (1956)
- El pequeño ruiseñor (1956)
- Retorno a la verdad (1956)
- Roberto el Diablo (1957)
- Saeta del ruiseñor (1957)
- La villa alegre (1958)
- ¿Chico o chica? (1962)
- Cuatro bodas ¡y pico! (1963)
- Amor a todo gas (1969)

### Director
- Macarena (1944)
- El centauro (1946)
- María de los Reyes (1947)

## Premios y reconocimientos
Premio del Sindicato Nacional del Espectáculo.